# Doelenplein (Haarlem)
Het Doelenplein is een plein in de Noord-Hollandse stad Haarlem. Het plein is een voormalige Doelen, een plek  waar de schutterij oefende. Deze doelen staan ook wel bekend als de Sint-Adriaans- of Kloveniersdoelen. Het plein is gelegen in de buurt de Vijfhoek in Haarlem-Centrum en ligt ingeklemd tussen de Gasthuisstraat en de Gedempte Voldersgracht. 
Aan het plein staat het voormalige Doelengebouw, met de zijvleugel “de doelenzaal”. Het Doelengebouw dateert uit de periode 1561-'63. In de Doelenzaal en in de jaren 70 gebouwde uitbreiding, die midden op het plein staat is de centrale vestiging van de Bibliotheek Zuid-Kennemerland gevestigd. Door deze bebouwing is het plein gesplitst. Het binnenplein dat de toegang vormt tot de bibliotheek is te bereiken via een poort vanaf de Gasthuisstraat. Deze toegangspoort dateert uit 1612 en is van de hand van Lieven de Key.
Het resterende gedeelte van het Doelenplein ligt aan de noordzijde van de bibliotheek. Door de uitbreiding van deze bibliotheek heeft dit gedeelte van het plein meer de omvang van een straat gekregen.